# Penitentiair complex van Brugge
Het Penitentiair Complex Brugge, gelegen in de deelgemeente Sint-Andries van de stad Brugge, geldt als een van de grootste gevangenissen in België. Er is in theorie plaats voor 512 mannelijke en 114 vrouwelijke gedetineerden. Door de overbevolking - in 2007, bijvoorbeeld, bedroeg de gemiddelde dagelijkse bevolking 748 gevangenen - werden 150 eenpersoonscellen uitgerust voor twee personen en worden een aantal kamers voor vier personen bezet door maximaal zes personen. Het complex is samen met het penitentiair complex van Lantin de enige gevangenis in België met een hoogbeveiligde afdeling voor extreem gevaarlijke criminelen. Tevens is het de enige gevangenis in België met een volwaardige ziekenhuisafdeling.
De gevangenis werd ontworpen door de Brugse architect Axel Ghyssaert. Reeds in 1977 ontwierp hij de plannen voor het 72.000 m² grote complex. Het duurde echter nog tot 1991 eer de nieuwe gevangenis ingehuldigd werd. Het project kostte omgerekend zo'n 75 miljoen euro.
Tussen 1991 en 2009 hebben zich, ondanks de hoge beveiligingsgraad van het complex, drie ontsnappingen voorgedaan. De laatste had plaats in juli 2009; toen werd gebruikgemaakt van een helikopter en ontsnapten drie gedetineerden.
De voormalige gevangenis van Brugge, het Pandreitje, bevond zich in het hartje van de stad. Ze werd in 1991 gesloopt (op het poortgebouw na) en maakte plaats voor een nieuw woonerf.
De voormalige vrouwengevangenis Refuge bevindt zich naast de huidige gevangenis en doet nu dienst als gesloten centrum voor uitgeprocedeerde asielzoekers en illegalen. Ook de rijkswacht en later de federale politie bevinden zich nu in de Refuge.